# Тиде, Никлас
Никлас Тиде (нем. Niclas Thiede; род. 14 апреля 1999, Хаген, Северный Рейн-Вестфалия) — немецкий футболист, вратарь клуба «Бохум».

## Клубная карьера
Тиде — воспитанник клубов «Хаген», «Изерлон 46/49», дортмундской «Боруссии», «Рот-Вайсс» (Эссен) и «Бохума». В 2018 году на правах свободного перешёл в дубль «Фрайбург II». 11 сентября в матче против «Киккерс» Тиде дебютировал в Региональной лиге «Юго-Запад».
19 октября 2019 года в поединке против «Унион Берлин» он дебютировал в немецкой Бундеслиге, заменив травмированного Александра Шволова. В июле 2021 года на правах аренды перешёл в «Ферль». 2 августа в матче против «Вюрцбургер Кикерс» Никлас дебютировал за новый клуб. По окончании арендного соглашения, «Ферль» активировал опцию выкупа игрока.